# Sagittarius A

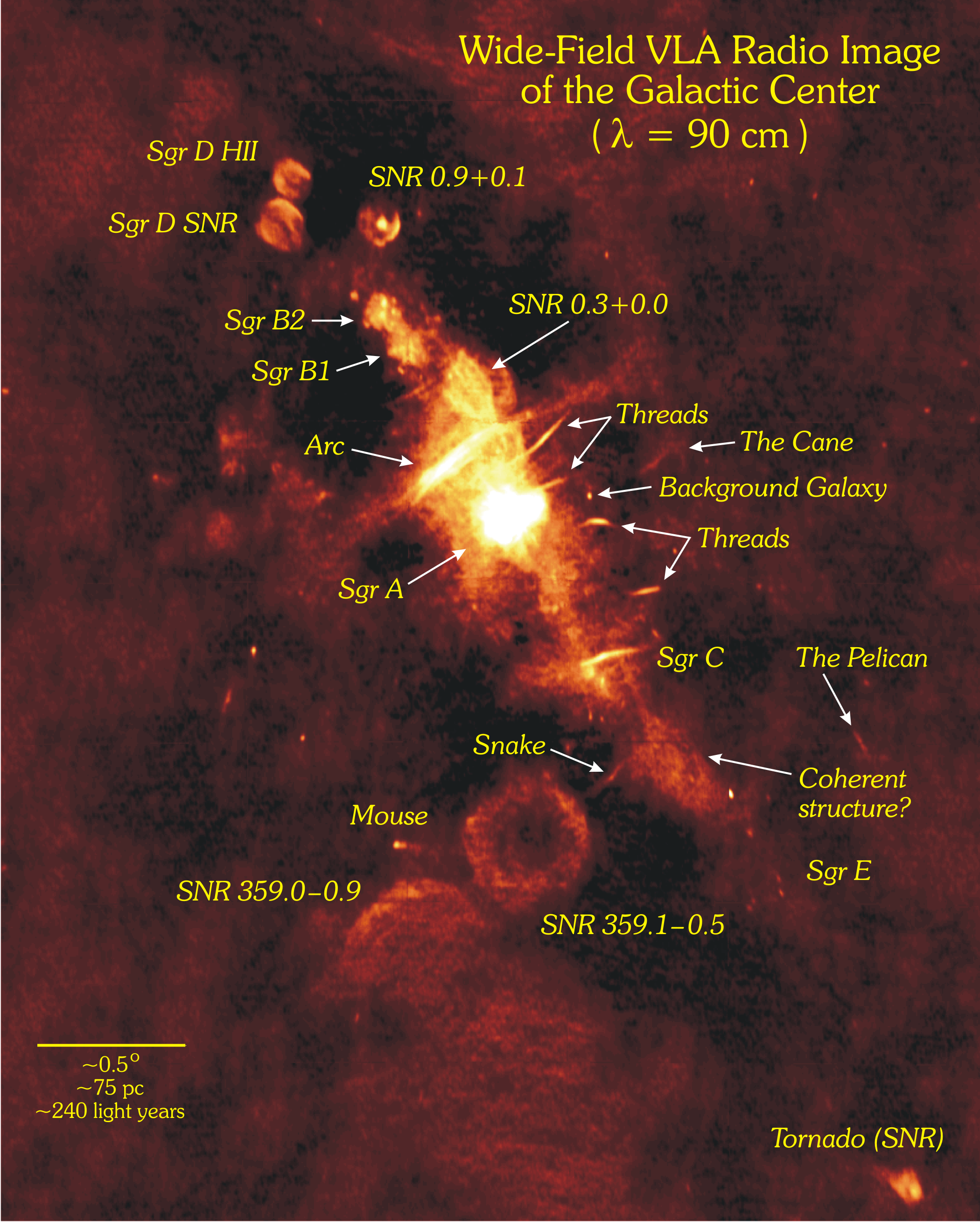
Mapa centrum Drogi Mlecznej

Sagittarius A – złożone radioźródło w centrum Drogi Mlecznej znajdujące się w gwiazdozbiorze Strzelca.

## Skład
- pozostałości po supernowej (Sagittarius A East),
- struktura spiralna (Sagittarius A West),
- bardzo jasne zwarte źródło promieniowania radiowego w środku spirali (Sagittarius A*).

## Supermasywna czarna dziura

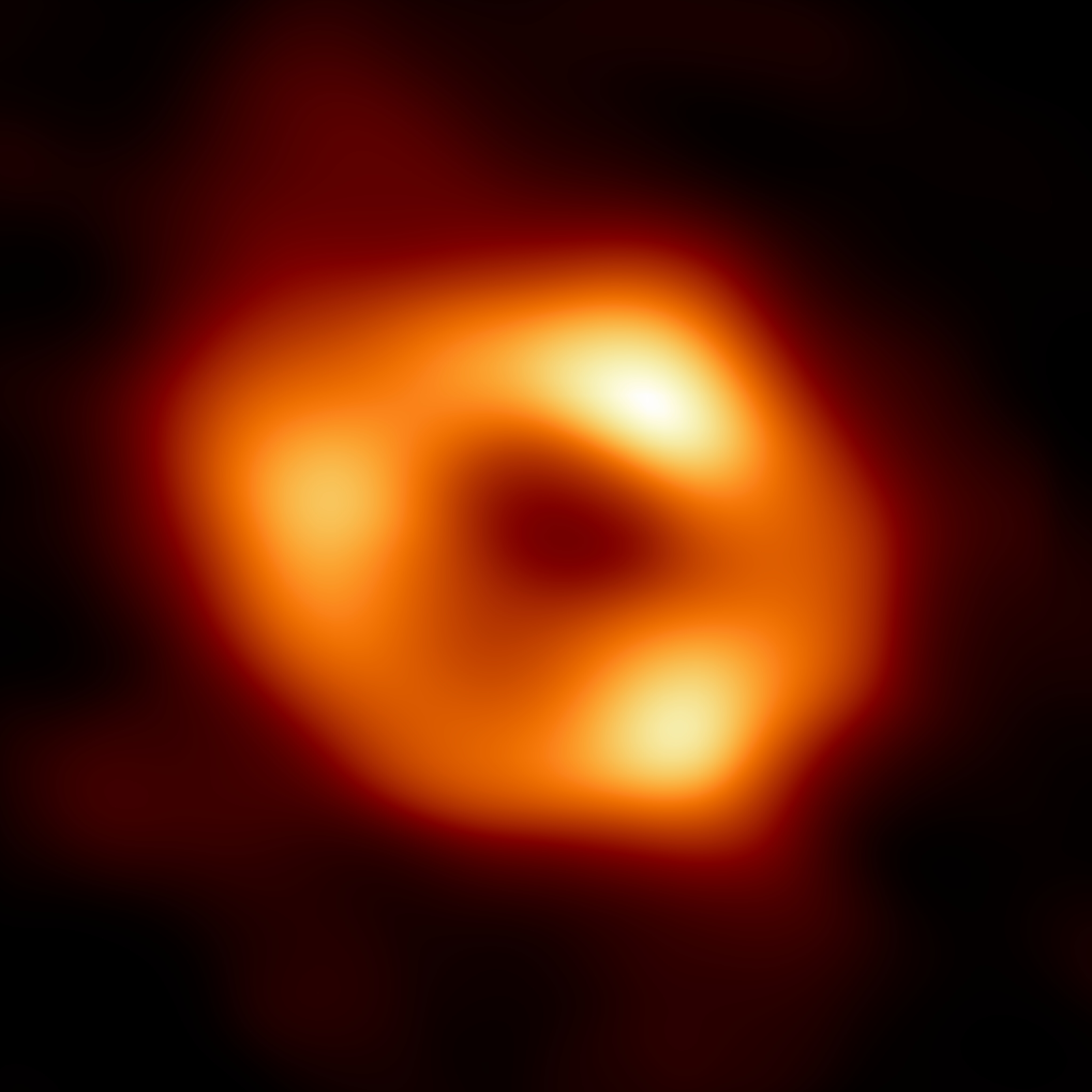
Sagittarius A* - obraz z EHT zrobiony w 2022

Wielu astronomów uważa, że w centrum Drogi Mlecznej istnieje supermasywna czarna dziura. Istnieje zgodność opinii, że Sagittarius A* jest wiarygodną lokalizacją tej czarnej dziury. Międzynarodowy zespół pod przewodnictwem Rainera Schödela z Instytutu Maxa Plancka w Monachium obserwował ruch gwiazdy S2 w pobliżu Sagittarius A* w okresie 10 lat. Te obserwacje są potwierdzeniem, że Sagittarius A* jest wysoce zwartym masywnym obiektem. Jest to silnym potwierdzeniem hipotezy, że Sagittarius A* jest czarną dziurą.
Badanie orbity keplerowskiej gwiazdy S2 (jej okres obiegu wynosi 15,2 lat, zaś perycentrum znajduje się w odległości 17 godzin świetlnych, czyli 120 j.a. od radioźródła) pozwoliło ocenić masę Sagittarius A* na 3,7 ± 1,5 miliona mas Słońca. Profesor Reinhard Genzel, który nadzorował badania w Instytucie Maxa Plancka, oświadczył, że dane potwierdzają, że supermasywna czarna dziura w centrum galaktyki istnieje „poza wszelką wątpliwością”. Masa tej czarnej dziury jest równa masie czterech milionów Słońc. Odległość Ziemi od źródła Sagittarius A wynosi 27 tysięcy lat świetlnych.